# Liste der Biografien/Mol
Liste der Biografien |
Portal Biografien |
Personensuche
# |
A |
B |
C |
D |
E |
F |
G |
H |
I |
J |
K |
L |
M |
N |
O |
P |
Q |
R |
S |
T |
U |
V |
W |
X |
Y |
Z |
?
 
Ma |
Mb |
Mc |
Md |
Me |
Mf |
Mg |
Mh |
Mi |
Mj |
Mk |
Ml |
Mm |
Mn |
Mo |
Mp |
Mq |
Mr |
Ms |
Mt |
Mu |
Mv |
Mw |
Mx |
My |
Mz
 
Moa |
Mob |
Moc |
Mod |
Moe |
Mof |
Mog |
Moh |
Moi |
Moj |
Mok |
Mol |
Mom |
Mon |
Moo |
Mop |
Moq |
Mor |
Mos |
Mot |
Mou |
Mov |
Mow |
Mox |
Moy |
Moz
 
Mola |
Molb |
Molc |
Mold |
Mole |
Molf |
Molg |
Molh |
Moli |
Molj |
Molk |
Moll |
Molm |
Moln |
Molo |
Mols |
Molt |
Molu |
Molv |
Molw |
Moly |
Molz
Die Liste der Biografien führt alle Personen auf, die in der deutschsprachigen Wikipedia einen Artikel haben. Dieses ist eine Teilliste mit 22 Einträgen von Personen, deren Namen mit den Buchstaben „Mol“ beginnt.

## Mol
- Mol, Adrian (* 2004), norwegischer Volleyball- und Beachvolleyballspieler
- Mol, Anders (* 1997), norwegischer Volleyball- und Beachvolleyballspieler
- Mol, Annemarie (* 1958), niederländische Anthropologin und Philosophin
- Mol, Christelle (* 1972), französische Badmintonspielerin
- Mol, Damian (* 1998), niederländischer Dartspieler
- Mol, Dick (* 1955), niederländischer Mammut-Experte
- Mol, Gretchen (* 1972), US-amerikanische Schauspielerin
- Mol, Hendrik (* 1994), norwegischer Beachvolleyballspieler
- Mol, Jaap (1912–1972), niederländischer Fußballspieler
- Mol, Joep de (* 1995), niederländischer Hockeyspieler
- Mol, John de (1912–1970), niederländischer Akkordeonist, Sänger und Orchesterleiter
- Mol, John de (* 1955), niederländischer Fernsehproduzent
- Mol, John de sen (1931–2013), niederländischer Sänger und Musikunternehmer
- Mol, Krista (* 1993), niederländische Handballspielerin
- Mol, Leo (1915–2009), ukrainisch-kanadischer Bildhauer und Maler
- Mol, Linda de (* 1964), niederländische Showmasterin und SchauspielerinLinda de Mol (* 1964)

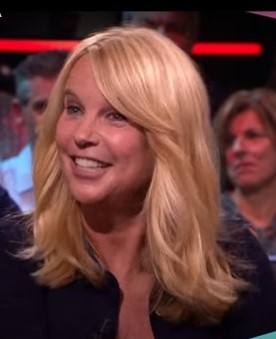
Linda de Mol (* 1964)

- Mol, Markus (* 2002), norwegischer Volleyball- und Beachvolleyballspieler
- Mol, Nils de (* 2001), schweizerisch-niederländischer Fussballspieler
- Mol, Rianne (* 1990), niederländische Handballspielerin
- Mol, Wouter (* 1982), niederländischer Radrennfahrer
- Mol, Woutherus (1785–1857), niederländischer Historien- und Aktmaler
- Mol-Wolf, Katarzyna (* 1974), deutsche Verlegerin und Autorin